# Irakli Turmanidse
Irakli Turmanidse (georgisch ირაკლი თურმანიძე; * 13. Dezember 1984 in Kobuleti, Sowjetunion) ist ein georgischer Gewichtheber.

## Biografie
Irakli Turmanidse belegte bei den Olympischen Spielen 2012 in London im Superschwergewicht den fünften Platz. Vier Jahre später bei den Olympischen Spielen in Rio de Janeiro gewann er im Superschwergewicht die Bronzemedaille.
Neben zwei Bronzemedaillen bei Weltmeisterschaften gewann er einige Medaillen bei den Europameisterschaften, darunter auch drei Goldene.